# Гексагидроксостибат калия
Гексагидроксоантимонат калия — неорганическое соединение, комплексное соединение с формулой K[Sb(OH)6], бесцветные кристаллы, плохо растворяются в воде.

## Получение
- Растворение фторида или хлорида сурьмы в концентрированном гидроксиде калия:

{\displaystyle {\mathsf {SbF_{5}+6KOH\ {\xrightarrow {}}\ K[Sb(OH)_{6}]\downarrow +5KF}}}
- Растворение оксида сурьмы в концентрированном гидроксиде калия:

{\displaystyle {\mathsf {Sb_{2}O_{5}+2KOH+5H_{2}O\ {\xrightarrow {}}\ 2K[Sb(OH)_{6}]\downarrow }}}

## Физические свойства
Гексагидроксостибат калия образует бесцветные кристаллы, слабо растворимые в воде.

## Химические свойства
- При нагревании разлагается, теряя воду:

{\displaystyle {\mathsf {K[Sb(OH)_{6}]\ {\xrightarrow {680^{o}C}}\ KSbO_{3}+3H_{2}O}}}
- Разлагается в горячей воде:

{\displaystyle {\mathsf {K[Sb(OH)_{6}]\ \xrightarrow {100^{o}C} \ Sb_{2}O_{5}\downarrow +\ KOH+5H_{2}O}}}
- Реагирует с концентрированными кислотами:

{\displaystyle {\mathsf {K[Sb(OH)_{6}]+7HCl\ {\xrightarrow {}}\ H[SbCl_{6}]+KCl+6H_{2}O}}}
- и с разбавленными кислотами при нагревании:

{\displaystyle {\mathsf {2K[Sb(OH)_{6}]+2HCl\ \xrightarrow {100^{o}C} \ Sb_{2}O_{5}\downarrow +\ 2KCl+7H_{2}O}}}
- Является слабым окислителем:

{\displaystyle {\mathsf {2K[Sb(OH)_{6}]+6HI\ \xrightarrow {} \ Sb_{2}O_{3}\downarrow +\ I_{2}\downarrow +\ 2KI+9H_{2}O}}}
- Реагирует с сульфидом калия, образуя тетратиостибат калия:

{\displaystyle {\mathsf {K[Sb(OH)_{6}]+4K_{2}S\ \xrightarrow {} \ K_{3}[SbS_{4}]\downarrow +\ 6KOH}}}
- Реагирует с солями натрия, образуя осадок гексагидроксостибата (V) натрия:

{\displaystyle {\mathsf {K[Sb(OH)_{6}]+NaNO_{3}\ \xrightarrow {} \ Na[Sb(OH)_{6}]\downarrow +\ KNO_{3}}}}